# Fly (canção de Avril Lavigne)
"Fly" é uma canção gravada e lançada pela cantora e compositora canadense Avril Lavigne. Esse single apoiará às Special Olympics, o lucro da faixa, que será o hino oficial do mesmo, que ocorre em Los Angeles no verão nos Estados Unidos, será destinado ao The Avril Lavigne Foundation, que ajuda crianças com deficiência e que sofrem de doenças graves. O single foi lançado em 16 de abril e recebeu elogios de outros artistas como Britney Spears e Backstreet Boys.

## Antecedentes e composição
A canção "Fly" foi lançada em 16 de abril de 2015 e o single apoia a Special Olympics de 2015, programado para acontecer em Los Angeles. Toda a receita proveniente da venda da canção será doada para a organização esportiva, e um clipe da canção feito por Lavigne e atletas paraolímpicos também será gravado. Lavigne diz que ela escreveu "Fly" em 2013 para a Avril Lavigne Foundation.
"A música é realmente inspirador e muito significante para mim, e com as Olimpíadas, é uma escolha especial", diz Lavigne. A cantora afirmou que "Fly" é composto por um piano, orquestra e bumbo. "Originalmente, eu fui para uma produção do gênero pop. Eu queria que fosse mais enxuta, e quis deixar o vocal ser a parte principal da canção."

## Vídeo musical
O videoclipe para a canção estreou no Good Morning America em 16 de abril de 2015. O vídeo mostra vários cenas das Olimpíadas e momentos de Lavigne gravação da canção e interagindo com as crianças com necessidades especiais. A artista afirmou que assim como a mensagem da canção, é de mostrar para as pessoas que é possível vencer os desafios e que todos podem se superar.

## Avaliação da critica
| Críticas profissionais | Críticas profissionais |
| Avaliações da crítica  | Avaliações da crítica  |
| Fonte                  | Avaliação              |
| ---------------------- | ---------------------- |
| Direct Lyrics          | Positivo               |

“É uma canção impressionante, muito inspiradora, sobre correr atrás de seus sonhos e não desistir por nada. Lavigne é uma compositora fantástica e isso irá servir como lembrança de que a senhora Lavigne não é apenas a garota que canta "Girlfriend" ou "Sk8er Boy", mas ela também pode alcançar notas altas e impressionar com seus vocais”, disse o site Direct Lyrics.
A canção foi também bem recebida por outros artistas, entre eles Britney Spears, Backstreet Boys, Nicole Scherzinger e Eva Longoria entre outros. No Twitter, Britney afirmou que achou legal o que a Avril estava fazendo, a boy band afirmou que "Fly" "é uma “música ótima para uma causa ótima” e Nicole disse que estava inspirada e orgulhosa.

## Faixas e formatos
A versão simples de "Fly" contém apenas uma faixa, que tem a duração de cerca de pouco mais de três minutos. Esta foi lançada na iTunes Store em 16 de abril de 2015, vendida a US$ 0.69.
| Download digital |        |                                            |         |  |
| N.º              | Título | Compositor(es)                             | Duração |  |
| 1.               | "Fly"  | Avril Lavigne, David Hodges e Chad Kroeger | 3:06    |  |

## Desempenhos nas paradas
O single entrou na parada oficial do Canadá, na 92ª posição no hot 100 e na 31ª na digital songs. Na Indonésia, a canção alcançou a posição 15ª da Creative Disc Top 50 Chart.
| País/Parada (2015)              | Melhor posição |
| ------------------------------- | -------------- |
| Canadá - Canadian Digital Songs | 31             |
| Canadá - Canadian Hot 100       | 92             |